# 遊&放プラザ
座標: 北緯35度10分17.9秒 東経136度54分40.6秒 / 北緯35.171639度 東経136.911278度

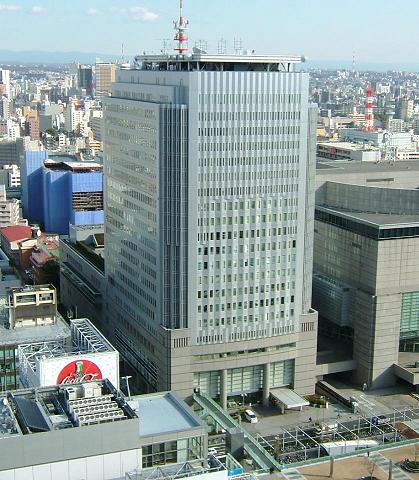
遊&放プラザがあったNHK名古屋放送局（2005年1月）

遊&放プラザ（ゆうあんどほうプラザ）とは、愛知県名古屋市東区東桜一丁目のNHK名古屋放送局センタービル内に2011年まで存在した放送関連の娯楽施設。現在は、同ビル1階に移転し、「放送体験スタジオ わくわく」（ほうそうたいけんスタジオ わくわく）となっている。

## 概要
放送に関する様々な体験ができるコーナーや番組関連の品物の閲覧、過去のNHKの番組をみることができる「番組公開ライブラリー」などがあった。

## 存在した施設
- 遊＆放プラザ写真館 - NHKのキャラクターと記念撮影ができるコーナー。
- CKスタジオビュー - NHKのテレビスタジオ内の様子を、モニターで見ることができる。
- 地上102メートルの展望 - センタービルの屋上からの映像を、モニターで見ることができる。
- 放送現場の人たち - 番組作成に係わる様々な職種の人たちのビデオ紹介。
- 大道具コーナー - 実際に番組で使われた大道具や小道具が展示されているコーナー。
- スタジオYOU - ニュースキャスターの仕事が体験できるコーナー。
- 地上デジタル体験コーナー - NHK名古屋放送局の地上デジタル放送のデータ放送を体験できるコーナー。
- 番組公開ライブラリー - NHKの専用サーバーに保存されている過去の番組の中から、好きな番組を見ることができる。
- 遊&放ショップ - NHK関連のグッズや出版物の販売コーナーなど。

## 所在地
- 名古屋市東区東桜一丁目13-3

## 最寄り駅
- 名古屋市営地下鉄（東山線、名城線）栄駅
- 名鉄瀬戸線 栄町駅